# Gespeicherte Prozedur
Eine gespeicherte Prozedur (englisch stored procedure) ist eine Anweisung in Datenbankmanagementsystemen, mit der ganze Abläufe von Anweisungen vom Datenbank-Client aufgerufen werden können. Sie ist somit ein eigenständiger Befehl, der eine Abfolge gespeicherter Befehle ausführt. Gespeicherte Prozeduren werden im Data-Dictionary der jeweiligen Datenbank gespeichert.
Mittels gespeicherter Prozeduren können häufiger verwendete Abläufe, die sonst durch viele einzelne Befehle vom Client ausgeführt werden würden, auf das Datenbanksystem ausgelagert und durch einen einzigen Aufruf (CALL oder EXECUTE) ausgeführt werden (siehe auch Client-Server-System). Mitunter wird dadurch die Leistung gesteigert, da weniger Daten zwischen Client und Datenbanksystem ausgetauscht werden müssen und das Datenbankmanagementsystem häufig auf leistungsfähigeren Servern läuft.
Neben der gewöhnlichen Syntax der Abfragesprache, meist SQL, können in gespeicherten Prozeduren auch zusätzliche Befehle zur Ablaufsteuerung oder Auswertung von Bedingungen hinzugefügt werden. Damit können sie mit Makrosprachen bestimmter Anwendungsprogramme verglichen werden. Oft wird das verwendete SQL um herstellerspezifische Funktionen erweitert. Auch der Einsatz anderer Programmiersprachen wie etwa Java oder C# ist inzwischen teilweise möglich.
Gespeicherte Prozeduren tragen dazu bei, die Sicherheit einer Anwendung stark zu erhöhen. Da der Client in der Regel keine DELETE-, UPDATE- oder INSERT-Zugriffsrechte mehr benötigt, ist es Angreifern nicht möglich, selbst Datenbanken zu manipulieren, z. B. durch SQL-Injection. Der Client hat ausschließlich die Möglichkeit, bereits vorgefertigte Prozeduren aufzurufen. So können Softwareentwickler vermeiden, dass ein ungewünschtes Verhalten von Dritten hervorgerufen werden kann.

„In diesen Konstrukten sind SQL-Injection-Angriffe fast unmöglich. Eine theoretische Chance besteht jedoch weiterhin.“

## Implementierung
| Datenbanksystem      | Implementierungssprache                                                               |
| -------------------- | ------------------------------------------------------------------------------------- |
| Db2                  | SQL PL                                                                                |
| Firebird             | PSQL (teilweise auch Oracles PL/SQL)                                                  |
| Informix             | S PL                                                                                  |
| Oracle               | PL/SQL und Java                                                                       |
| Microsoft SQL Server | Transact-SQL und diverse .NET Framework Sprachen                                      |
| MySQL, MariaDB       | SQL:2003                                                                              |
| PostgreSQL           | PL/pgSQL und viele weitere eigene Sprachkonstrukte wie PL/Tcl, PL/Perl oder PL/Python |
| SQLite               | nicht verfügbar                                                                       |

## Extended Stored Procedure
Extended Stored Procedure (Abkürzung: XP) ist eine von Microsoft SQL erweiterte Form der Stored procedure. XPs erlauben durch die Verwendung von DLLs komplexere Prozesse auszuführen. Je nach Microsoft SQL-Version sind diverse erweiterte gespeicherte Prozeduren vordefiniert, während Administratoren weitere hinzufügen können.
Microsoft hat die Verwendung von XPs inzwischen als deprecated gekennzeichnet, was bedeutet, dass zukünftige Microsoft SQL-Versionen erweiterte Prozeduren nicht mehr unterstützen werden. Microsoft SQL Server 2012 unterstützt XPs allerdings noch. Als Ersatz nennt Microsoft die Verwendung der Laufzeitumgebung Common Language Runtime.

## Beispiele
Die folgende gespeicherte Prozedur in SQL hat zwei Parameter @VorlNr, @PersNr vom Datentyp Integer
```
CREATE
 
PROCEDURE
 
GibVorlesungen

    
@
VorlNr
 
INT
,

    
@
PersNr
 
INT

AS

    
SELECT
 
Vorlesung
.
VorlNr
,
 
Vorlesung
.
Titel
,
 
Professor
.
PersNr
,
 
Professor
.
Name

    
FROM
 
Professor
 
INNER
 
JOIN
 
Vorlesung

    
ON
 
Professor
.
PersNr
 
=
 
Vorlesung
.
PersNr

    
WHERE
 
VorlNr
 
=
 
@
VorlNr
 
AND
 
PersNr
 
=
 
@
PersNr
;

```

Der Aufruf
```
EXECUTE
 
GibVorlesungen
 
1001
,
 
15
;

```

könnte folgendes Ergebnis zurückgeben (siehe SQL - Sicht):
| VorlNr | Titel       | PersNr | Name     |
| ------ | ----------- | ------ | -------- |
| 1001   | Datenbanken | 15     | Urlauber |